# 駐日リベリア大使館
駐日リベリア大使館（ちゅうにちリベリアたいしかん、英語: Embassy of Liberia in Japan）は、リベリアが日本の首都東京に設置している大使館である。駐日リベリア共和国大使館とも。
1961年の外交関係樹立を経て、1969年に設立。

## 所在地
2021年より、下記の住所で運営されている。旧住所は「東京都港区白金四丁目14-12　Shirokane K. House」であった。
〒162-0842 東京都新宿区市谷砂土原町一丁目2-61 オフィス横丁市谷

## 大使
2025年01月03日より、ズコリー・G・コンゴが臨時代理大使を務めている。